# سیارک ۲۵۱۱۱
سیارک ۲۵۱۱۱ (به انگلیسی: 25111 Klokun، نامگذاری:1998RG64) بیست و پنج هزار و صد و یازدهمین سیارک کشف شده‌است که در ۱۴ سپتامبر ۱۹۹۸ کشف شد.
قدر مطلق سیارک برابر ۹.۳ است.